# Flugabwehrraketengruppe 23

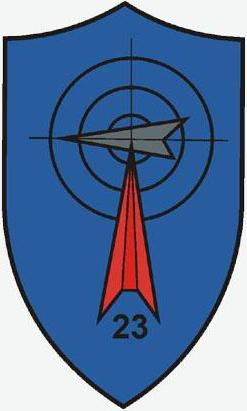
Wappen der
FlaRakGrp 23

Die Flugabwehrraketengruppe 23 (FlaRakGrp 23) war eine Flugabwehrraketengruppe der Luftwaffe der Bundeswehr. Sie war mit dem Stab, der Stabs- und Versorgungsstaffel sowie der 1., 2., 3. und 4. Staffel in der Max-Immelmann-Kaserne im oberbayerischen Oberstimm südlich Ingolstadt, die 5. und 6. Staffel waren im mittelfränkischen Roth bei Nürnberg stationiert. Ausgestattet war sie mit dem Waffensystem Patriot. Am 30. Januar 2013 wurde die Flugabwehrraketengruppe 23 zusammen mit der Nachbareinheit Flugabwehrraketengruppe 22 in Penzing und dem übergeordneten Flugabwehrraketengeschwader 5 aufgelöst.

## Flugabwehrraketenbataillon 23
Die FlaRakGrp23 ging aus dem Flugabwehrraketenbataillon 23 hervor.
Das Flugabwehrraketenbataillon 23 (FlaRakBtl 23) war ein Verband der Luftwaffe zur Flugabwehr, der 1962 in Dienst gestellt wurde, mit dem Hauptwaffensystem Nike Hercules ausgestattet und in Lich, Schöneck, Kemel und Obersayn stationiert war. Aktiv waren Teile des Bataillons bis 1989, vollständig aufgelöst wurde es 1993.

## Flugabwehrraketengeschwader 23
Aus dem FlaRakBtl 23 geht das 1987 neu aufgestellte Flugabwehrraketengeschwader 23  hervor und wurde zunächst dem Flugabwehrraketenkommando 4, später dem Flugabwehrraketenkommando 5 unterstellt. Dem Geschwaderstab waren sechs Kampfstaffeln, eine Stabsstaffel, eine Versorgungsstaffel und eine Sanitätsstaffel unterstellt.                
Die Kampfstaffeln waren mit dem mobilen, bodengestützten Langstrecken-Flugabwehrraketensystem MIM-104 Patriot ausgestattet. Standort des Geschwaderstabes war ab 1988 Manching-Oberstimm. Die NATO-Assignierung des 1. Halbgeschwaders erfolgte 1990 und die Assignierung des Vollgeschwaders 1991.
Geschwaderkommodore des Verbandes:
1. Oberst Müller, Bernhard       ab 1987
2. Oberst Bähr, Ralf                  ab 1990
3. Oberstleutnant Müller, Ingo   ab 1992

## Flugabwehrraketengruppe 23
Im Rahmen einer geplanten Reduzierung von Personal und Material wurde das Geschwader verkleinert und in Flugabwehrraketengruppe 23 (FlaRakGrp 23) umbenannt. Außer Dienst gestellt wurden zwei Kampfstaffeln und die Sanitätsstaffel. Die Standorte des Stabes und der Staffeln wurden eingangs bereits aufgezeigt.
2005 war die Umrüstung der Patriot-Waffensysteme auf den neuesten Konfigurationsstand Config 3 abgeschlossen.
Gruppenkommandeure des Verbandes:
1. Oberstleutnant Eichenauer, Holger   ab 1994
2. Oberstleutnant Goldstein, Michael    ab 1999
3. Oberstleutnant Rattay, Harald           ab 2003
4. Oberstleutnant Schäfer, Mario           ab 2005
5. Oberstleutnant Goedecke, Matthias  ab 2007
6. Oberstleutnant Ilg, Thorsten              ab 2010